# Ermont
Ermont é uma comuna francesa situada no departamento de Val-d'Oise, na região da Ilha de França. Ela é um membro da Comunidade de aglomeração Val Parisis. Com 28 000 habitantes, é uma das cidades mais importantes do Val-d'Oise e do vale de Montmorency.

## Geografia

### Transporte

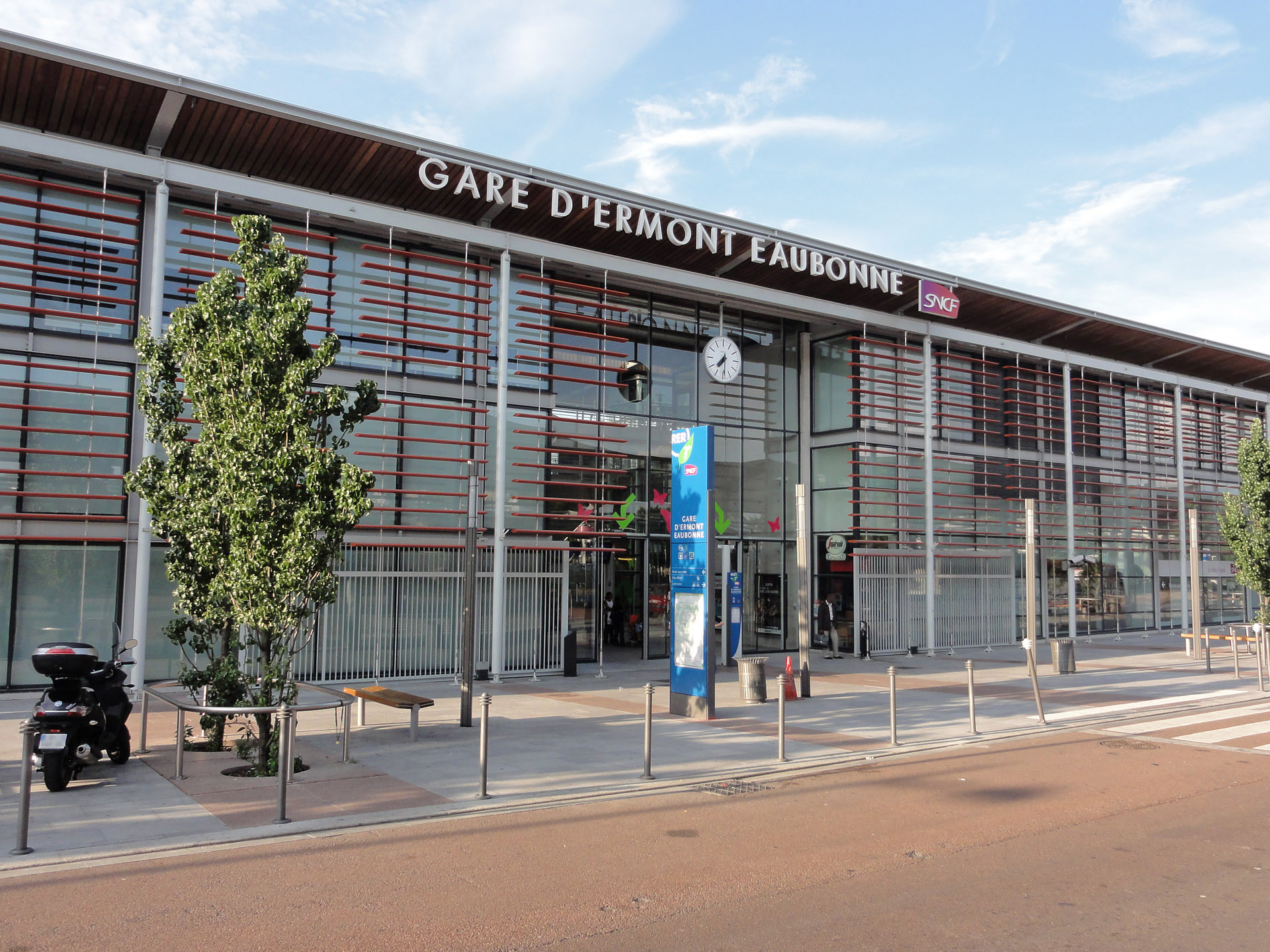
A estação de Ermont-Eaubonne, um importante nó ferroviário da Ilha de França.

A cidade de Ermont é acessível pelas linhas H e J do Transilien bem como pela linha C do RER. Existem quatro estações ferroviárias nesta cidade, sendo a mais importante a de Ermont - Eaubonne , que permite se juntar às seguintes estações :
- a gare du Nord em vinte minutos
- a estação de Neuilly - Porte Maillot em 25 minutos
- a gare de Paris-Austerlitz é de 50 minutos
- o aeroporto de Orly, em aproximadamente 1 hora e 30 minutos através da estação de Pont de Rungis - Aéroport d'Orly
- a gare de Paris-Saint-Lazare em 25 minutos

As outras três estações são a de Cernay, que serve o bairro de mesmo nome, bem como a de Ermont-Halte e a de Gros Noyer - Saint-Prix.

## Toponímia
Viculus Ermedonis em 835, Eccl. de Ermonte em 1523, Herimontium, Ermon, Ormont, Hermont, ermeron no século XII. 
O nome da localidade é atestado sob as formas Ermedonis viculus em 835.
As formas mais antigas mostram que não é uma formação medieval em -mont, mas a metátese ermedon- > *er[de]mon- é certamente motivada pelo termo "mont".
Ernest Nègre estima que é o antropônimo germânico Ermido > Ermidon, tomado absolutamente. Esta solução é frequentemente observada na toponímia de origem medieval.

## História
Podemos estimar ao Neolítico à data da instalação dos primeiros assentamentos no vale de Montmorency , e no sítio do Ermont.
Uma vila galo-romana é estabelecida sobre a estrada romana de Lutécia a Juliobonna (Lillebonne perto de Le Havre), conhecido como "chaussée Jules César".
Ele foi destruído no final do século III durante as incursões germânicas e depois reconstruída no século IV.
Ele prospera na época merovíngia nos séculos VI e VII. A existência de Ermedonis é evidenciada por um ato da abadia de Saint-Denis no século IX, e um santuário cristão foi construído no local da necrópole merovíngia.
Sob Filipe Augusto, Jean de Giron foi a igreja. A aldeia de Cernay, uma antiga comenda da Ordem de Malta, que depende de Ermont, desenvolve-se em paralelo. Muitas comunidades religiosas se estabeleceram no território de Ermont, primeiro os templários no século XIII, depois a abadia de Saint-Victor de Paris, os celestinos de Ruão e o priorado de Bois-Saint-Père. Mas a comunidade da aldeia não excedia os 40 habitantes em 1471.
A vila, essencialmente agrícola e reagrupada em torno de sua igreja, ganha progressivamente importância. Ela sofre com todo o vale de Montmorency a devastação da Grande Jacquerie de 1358, depois as campanhas inglesas da Guerra dos Cem Anos.
No século XVI, o grande prior da França manteve o senhorio de Ermont.
Ele ainda conhece a devastação da Fronda entre 1648 e 1652.
O negócio essencial do local é a viticultura, que declina desde o XVIII antes da expansão das culturas leguminária e arborícula.
No século XIX, a expansão da ferrovia participa no desenvolvimento da cidade com a criação de um importante nó ferroviário em seu território. A urbanização tem se desenvolvido ao longo destas vias ferroviárias.
É enfim no XX que se desenvolvem as zonas residenciais, bem como um importante crescimento demográfico que faz progressivamente reduzir e depois desaparecer a agricultura. Os loteamentos se estabelecem em torno do nó ferroviário constituído de quatro estações atuais (a estação de Ermont-Eaubonne, de Cernay, de Ermont-Halte e de Gros Noyer-Saint Prix).
Ela teve um dos primeiros liceus mistos em Val-d'Oise, o lycée mixte d'Ermont (hoje lycée Van Gogh).
A influência da estrada de ferro foi muito importante no desenvolvimento da cidade, que ainda tem quatro estações. Muitos terrenos ainda pertencem à SNCF. A nova estação de Ermont-Eaubonne, imponente, testemunha sempre a importância do transporte ferroviário em Ermont.

## Geminação
Ermont assinou acordos de geminação com :
- Lampertheim (Alemanha) desde 1966
- Maldegem (Bélgica) desde 1967
- Adria (Itália) desde 1967
- Wierden (Países Baixos) desde 1976
- Banbury (Grã-Bretanha) desde 1982
- Loja (Espanha) desde 2005

## Cultura e patrimônio

### Lugares e monumentos

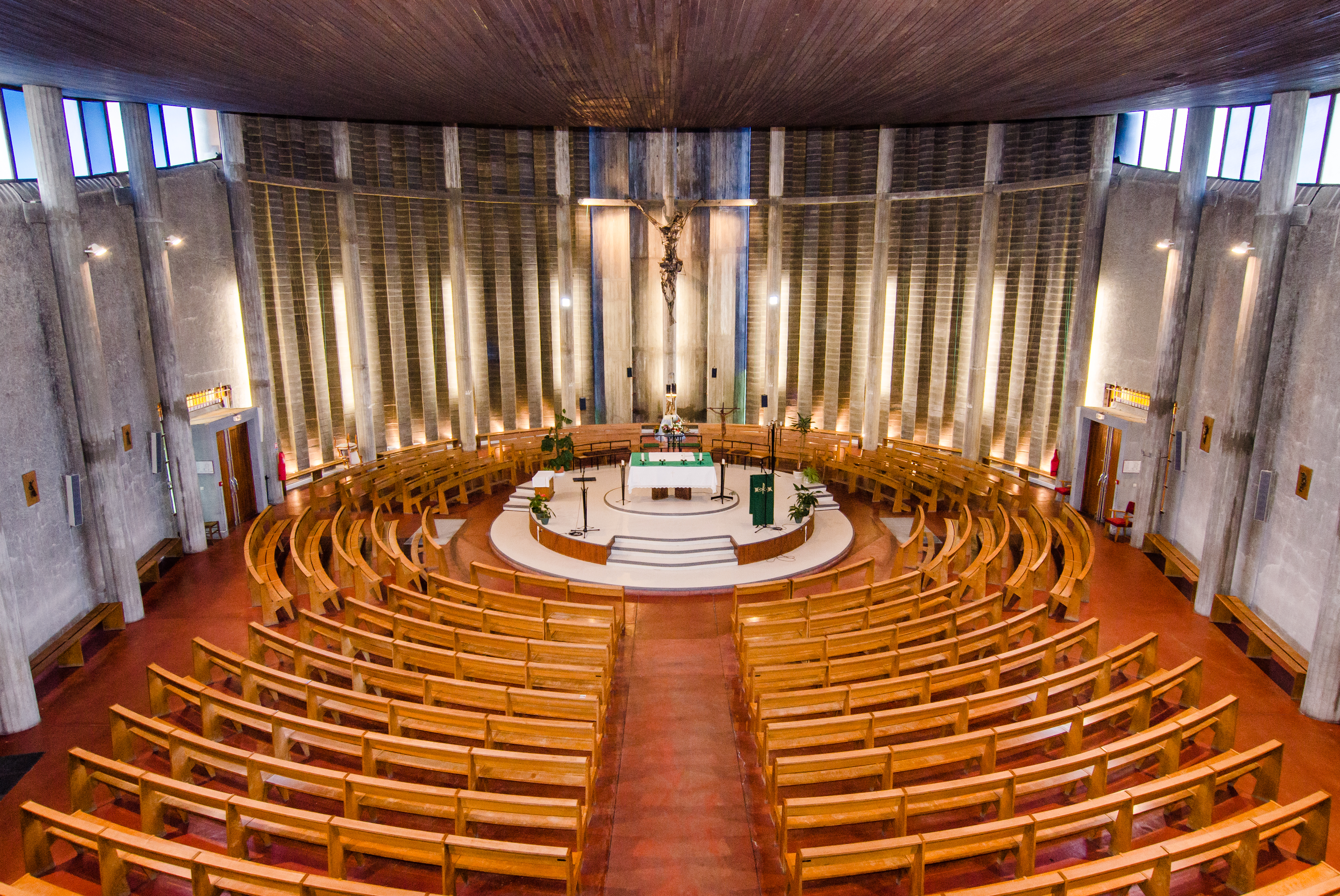
A igreja de Saint-Flaive d'Ermont.

#### Monumento Histórico
A comuna de Ermont tem um único monumento histórico em seu território.
- Club des Espérances (inscrito como monumento histórico pelo decreto de 27 de outubro de 2008[5])[6]

#### Outros elementos do patrimônio
- Église Saint-Flaive : ela foi construída em 1886 e 1887 no local de uma igreja medieval do século XI que se tornou muito degradada. Com o aumento da população na década de 1960, a igreja foi ampliada em 1964 graças a uma extensão moderna de forma oval em seu lado direito.
- Hôtel de ville : o castelo foi construído entre 1868 e 1870 e pertencia em 1875 a Benjamin Blanchard, prefeito da comuna de 1859 a 1877. Comprado pelo município em 30 de julho de 1932, uma extensão foi iniciada imediatamente e o edifício se tornou a prefeitura de Ermont.
- Musée des arts et traditions populaires
- Ancienne maison Godart, rue Marcel-Girard
- Chapelle de Cernay, rue du Général-Decaen
- Monument aux morts, square du Souvenir-Français
- Chapelle des Chênes, route de Saint-Leu

### Personalidades ligadas à comuna

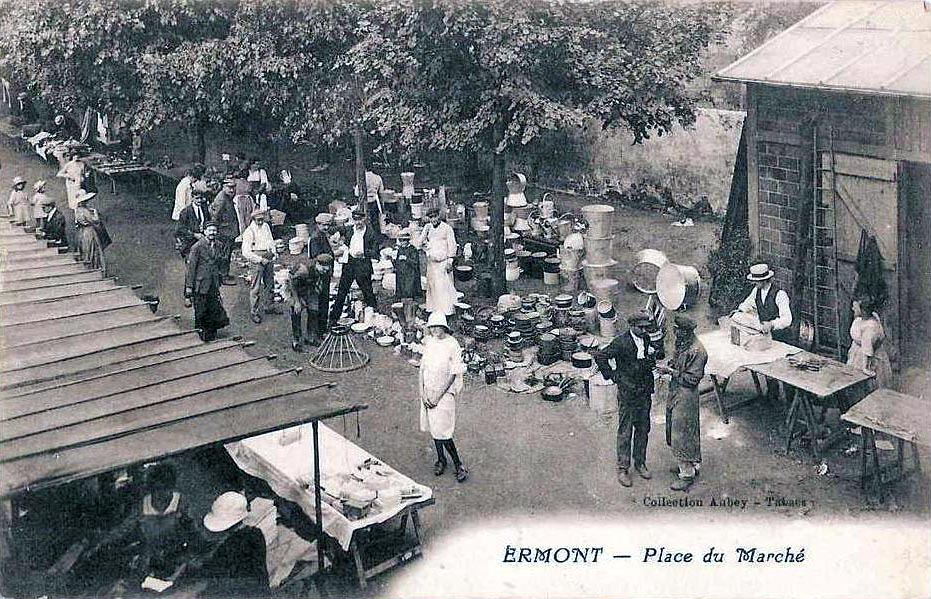
O mercado por volta de 1920.

- Yvonne Printemps (1894-1977), uma soprano lírica e atriz de drama, nascida em Ermont.
- Alice Taglioni (1976- ), atriz, nascida em Ermont.